# ابوکامل
شجاع بن اسلم بن محمد بن شجاع، (۸۵۰-۹۳۰ میلادی)  معروف به «حاسب مصری»، وی را از واپسین نمایندگان مکتب کهن جبر در ریاضیات اسلامی و بزرگ‌ترین دانشمند جبر پس از خوارزمی دانسته‌اند.
وی نخستین ریاضیدان اسلامی است که از اعداد منفی بطور امروزی برای حل معادلات استفاده کرد
وی نخستین ریاضیدان اسلامی بود که معادلات غیر خطی با توانهای ۲ تا ۸ را حل کرد
ابوکامل نخستین ریاضیدانی است که اعداد گنگ را مطرح کرد فیبوناچی از خوانندگان آثار او بود که بدینصورت میتوان گفت ابوکامل اثر بزرگی در تکوین ریاضیات در غرب داشته است
ابوکامل افزون بر اشتغال به آموزش، زمانی نیز در تأسیسات دریایی مصر خدمت می‌کرد. وی راوی حدیث نیز بوده و ابن حجر عسقلانی حدیثی مستند از او بازگو کرده‌است.

## آثار
فی الجبر و المقابلة یکی از آثار اوست که سه بخش دارد؛
بخش نخست:
که اکنون به آن عنوان کتاب جبر داده‌اند، همانند کتاب الجبر و المقابله خوارزمی است. این بخش به زبان‌های لاتین، عبری، آلمانی و انگلیسی برگردان شده‌است.
بخش دوم:
با عنوان «المخمس و المعشر» به کاربرد شیوه‌های جبری برای برای حل مسائل هندسی اختصاص دارد. خوارزمی پیشگام این عرصه بوده، اما ابوکامل این شیوه را بسیار گسترش داده است. این سیر تکاملی سرانجام سبب شد تا دکارت هندسه تحلیلی را پدید آورد. ابوکامل در این بخش مسائلی مانند محاسبه اندازه ضلع یک پنج ضلعی منتظم محاطی و محاسبه ارتفاع مثلث متساوی‌الاضلاع با در دست داشتن مجموع ارتفاع و مساحت با بهره‌گیری از جبر و کاربرد ضرایب گنگ در معادله درجه دوم را گفته است. برگردان‌هایی به زبان‌های عبری، ایتالیایی و آلمانی از این آفرینه در دست است.
سومین بخش:
کتاب مربوط به بررسی معادلات سیاله درجه دوم است.